# Synagogue de Șimleu Silvaniei
La Synagogue de Șimleu Silvaniei est un édifice de Șimleu Silvaniei, Transylvanie, Roumanie construit en 1876.
Le bâtiment abrite un musée sur la communauté juive locale et sur la persécution et l' extermination des Juifs en Roumanie. La localité, à l'époque de la Seconde Guerre mondiale, appartenait à la Hongrie et les nazis y ont établi un ghetto : le ghetto de Cehei.

## Galerie photo

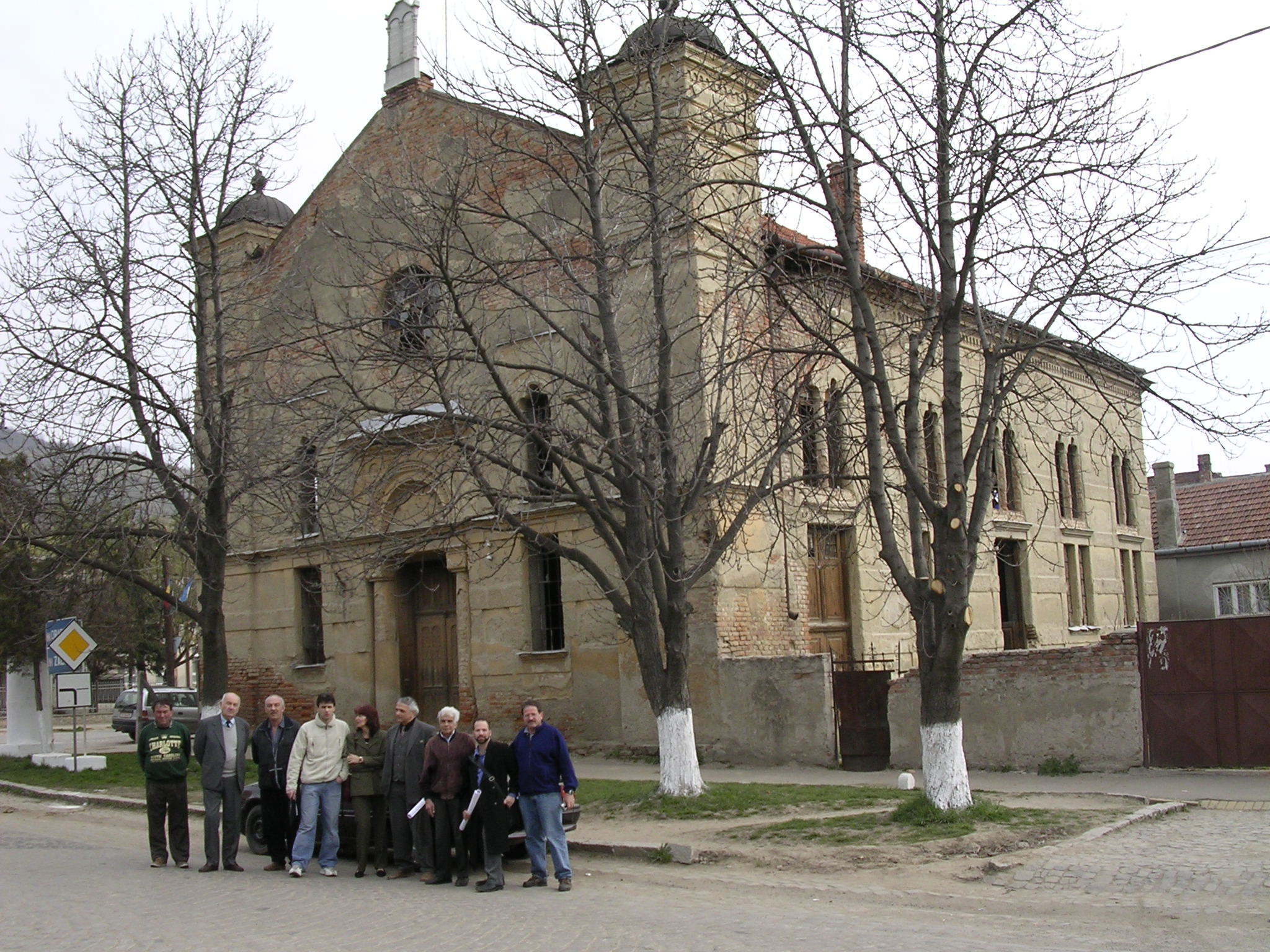
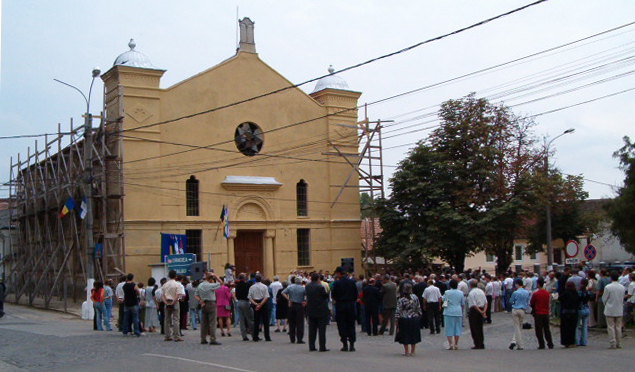
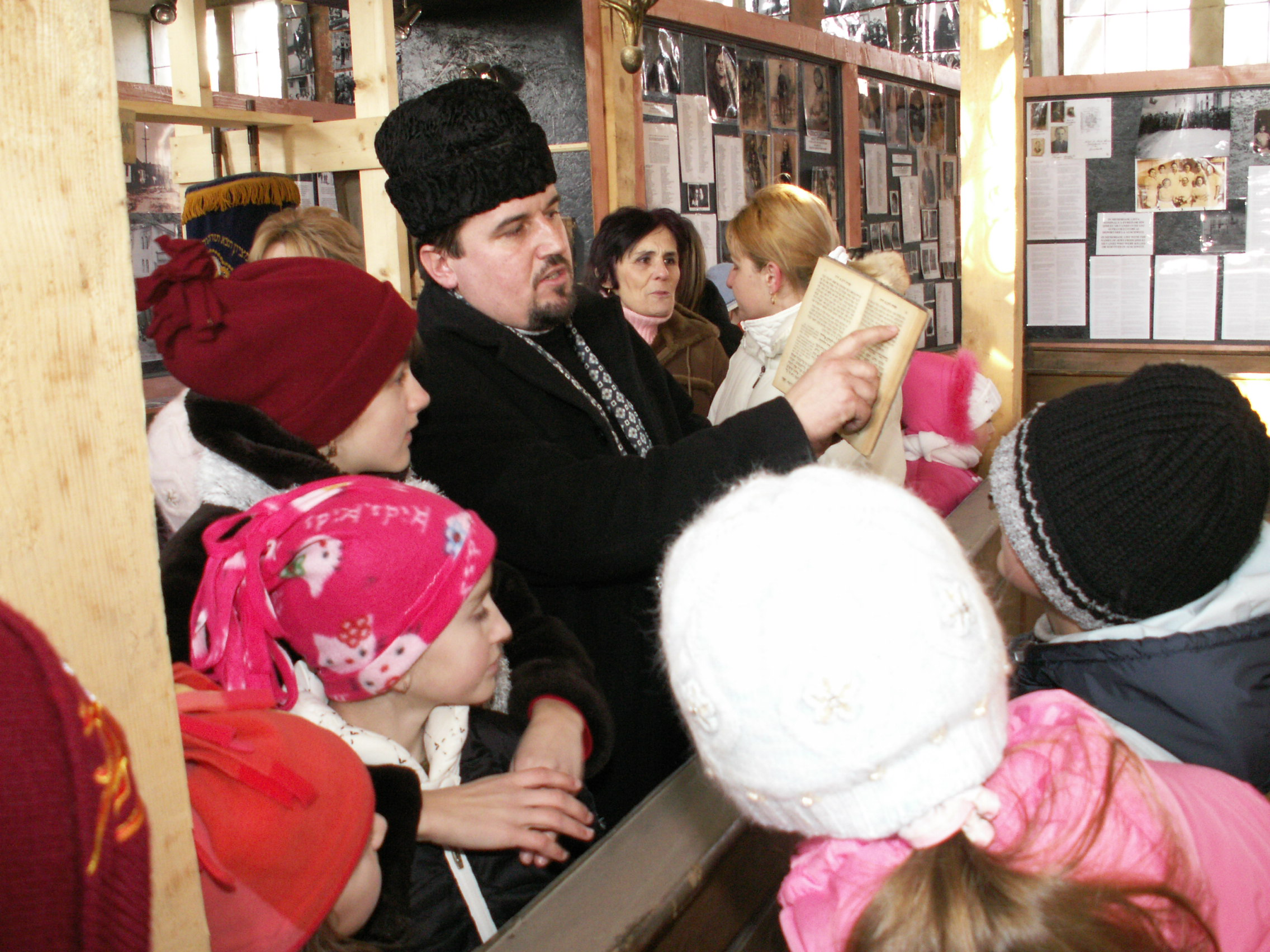